# Шарви
Шарви — река в России, протекает по Калевальскому району Карелии, недалеко от его границы с Лоухским. Впадает в озеро Пистаярви. Длина реки составляет 23 км.
Высота устья — 164,5 м над уровнем моря, высота истока — 238,5 м над уровнем моря.

## Данные водного реестра
По данным государственного водного реестра России относится к Баренцево-Беломорскому бассейновому округу, водохозяйственный участок реки — Кемь от истока до Юшкозерского гидроузла, включая озёра Верхнее, Среднее и Нижнее Куйто. Речной бассейн реки — бассейны рек Кольского полуострова и Карелии, впадает в Белое море.
Код объекта в государственном водном реестре — 02020000812102000003311.